# Purgatorio, canto decimocuarto
El canto decimocuarto del Purgatorio de la La Divina Comedia de Dante Alighieri se desarrolla en el segundo giro, donde se encuentran los envidiosos.

## Contenido
- Guido del Duca
- El valle del Arno
- Profecía sobre Fulcieri da Calboli
- Lamento sobre la Romaña
- Ejemplos de envidia castigada